# Tittytainment
Tittytainment – określenie pochodzące od entertainment (rozrywka) i tits (piersi). Oznacza głównie propagandę stworzoną w celu obrony kapitalistycznych i neoliberialnych zasad rządzących globalizacją. Społeczeństwo jest ogłupiane rozrywką niskich lotów. Termin wprowadzony został przez Zbigniewa Brzezinskiego.